# Wolumin (bibliotekoznawstwo)

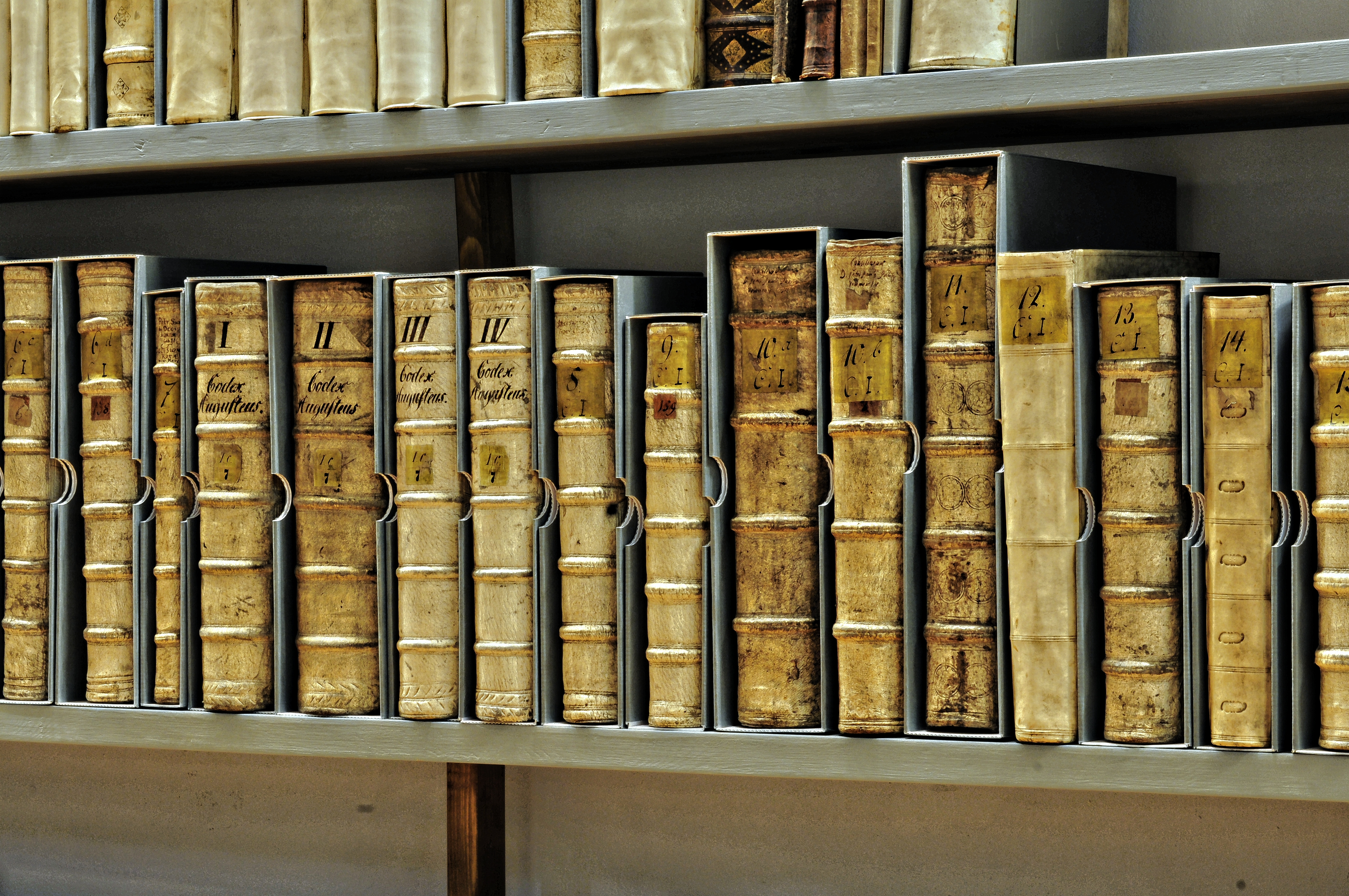
Woluminy w kartonowych obwolutach

Wolumin, wolumen (łac. volumen – zwój) – podstawowa jednostka introligatorska, czyli pojedynczy fizyczny egzemplarz książki, tom w znaczeniu bibliotecznym.
Pojęcie woluminu nie jest związane z poszczególnymi tomami dzieła. Jeśli pewne dzieło zostało wydane w 5 tomach, może składać się z jednego woluminu zawierającego wszystkie części lub z 5 woluminów, z których każdy zawiera jeden tom.